# 鳳至郡
鳳至郡為過去位於日本石川縣北部的郡，已於2005年因無所屬町村而消失。
在1879年實施郡區町村編制法時的轄區包括現在的輪島市和穴水町的全部區域，以及能登町的西半部地區。

## 歷史
過去在令制國時代最初屬於越前國，直到718年才被劃入新設立的能登國，雖然一度在742年又隨著能登國被併入越中國，不過757年恢復能登國後，就一直屬於能登國。
15世紀時為能登畠山氏所控制，但畠山氏在16世紀中因家族內的紛爭而滅亡；16世紀戰國時代末期，織田信長在1581年平地此地後，隨著能登國成為前田氏的領地，戰後也一度隨著能登國成為前田利家次子前田利政七尾藩的領地。
17世紀江戶時代後大部分區域都成為前田氏加賀藩的領地，在17世紀初期，前田氏的親戚土方雄久也曾在能登半島包括羽咋郡內領有領地，不過由於土方氏的領地散佈在日本各地，隨著土方氏多次增加領地並遷移陣屋位置，藩名也多次變更，因此羽咋郡內屬於土方氏的這些領地先後屬於布市藩、石崎藩、田子藩、窪田藩，直到1684年土方氏因繼承問題致大部分領地被幕府收回，羽咋郡內原屬土方氏的領地也大多成為幕府直屬的領地，並成為委託加賀藩管理的預地。
19世紀末明治維新後，原屬幕府的領地改由高山縣管理，1871年實施廢藩置縣後加賀藩的領地改隸屬金澤縣，不過同年的第一次府縣整併後，羽咋郡內全數地區被劃入新設立的七尾縣，但也僅半年過後，又被併回由原金澤縣更而成的石川縣。
1878年石川縣實施郡區町村編製法時，正式設置近代的行政區劃「鳳至郡」，郡役所則是設在輪島町（位於現在的輪島市）。

### 沿革

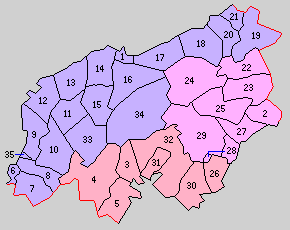
1889年鳳至郡轄下的行政區劃：
1.輪島町、2.宇出津町、3.穴水村、4.東保村、5.島崎村、6.剱地村、7.仁岸村、8.阿岸村、9.諸岡村、10.櫛比村、11.浦上村、12.七浦村、13.西保村、14.大屋村、15.鳳至谷村、16.河原田村、17.鵠巢村、18.南志見村、19.町野村、20.西町村、21.岩倉村、22.柳田村、23.上町村、24.岩井戶村、25.神野村、26.諸橋村、27.三波村、28.鵜川村、29.山田村、30.兜村、31.中居村、32.南北村、33.本鄉村、34.三井村、35.黑島村
（紫色：現屬輪島市、紅色：現屬穴水町、桃色：現屬能登町）

- 1889年4月1日：實施町村制，鳳至郡下設：輪島町（日语：輪島町）、宇出津町（日语：宇出津町）、穴水村、東保村（日语：東保村）、島崎村（日语：島崎村 (石川県)）、剱地村（日语：剱地村）、仁岸村（日语：仁岸村）、阿岸村（日语：阿岸村）、諸岡村（日语：諸岡村）、櫛比村（日语：門前町 (石川県)）、浦上村（日语：浦上村）、七浦村（日语：七浦村 (石川県)）、西保村（日语：西保村 (石川県)）、大屋村（日语：大屋村 (石川県)）、鳳至谷村（日语：鳳至谷村）、河原田村（日语：河原田村 (石川県)）、鵠巢村（日语：鵠巣村）、南志見村（日语：南志見村）、町野村（日语：町野町）、西町村（日语：西町村）、岩倉村（日语：岩倉村 (石川県)）、柳田村（日语：柳田村）、上町村（日语：上町村）、岩井戶村（日语：岩井戸村）、神野村（日语：神野村 (石川県)）、諸橋村（日语：諸橋村）、三波村（日语：三波村）、鵜川村（日语：鵜川町）、山田村（日语：山田村 (石川県)）、兜村（日语：兜村）、中居村（日语：中居村）、南北村（日语：南北村）、本鄉村（日语：本郷村 (石川県)）、三井村（日语：三井村 (石川県)）、黑島村（日语：門前町黒島町）。（2町33村）
- 1891年7月1日：實施郡制（日语：郡制），郡役所設於輪島町。
- 1903年8月22日：穴水村改制為穴水町。（3町32村）
- 1908年4月1日：（3町22村）
  - 穴水町、島崎村、東保村合併為新設立的穴水町。
  - 剱地村、仁岸村、阿岸村合併為新設立的剱地村（日语：剱地村）。
  - 大屋村和鳳至谷村合併為新設立的大屋村（日语：大屋村 (石川県)）。
  - 西町村、岩倉村、町野村合併為新設立的町野村（日语：町野町）。
  - 柳田村、上町村、岩井戸村合併為新設立的柳田村（日语：柳田村）。
  - 山田村、鵜川村合併為新設立的鵜川村（日语：鵜川町）。
- 1923年4月1日：廢除郡會和郡參事會。
- 1926年7月1日：廢除郡役所，此後郡不再作為行政區劃，只作為地名的表示。
- 1930年1月1日：櫛比村改制並更名為門前町（日语：門前町 (石川県)）。（4町21村）
- 1933年7月1日：中居村和南北村合併為住吉村（日语：住吉村_(石川県)）。（4町20村）
- 1939年11月3日：鵜川村改制為鵜川町（日语：鵜川町）。（5町19村）
- 1940年12月20日：町野村改制為町野町（日语：町野町）。（6町18村）
- 1954年3月31日：（5町5村）
  - 門前町、黑島村、諸岡村、七浦村、浦上村、本鄉村合併為新設立的門前町（日语：門前町 (石川県)）。
  - 輪島町、西保村、大屋村、河原田村、鵠巣村、南志見村、三井村合併為輪島市，並脫離鳳至郡。
  - 穴水町、住吉村、兜村合併為新設立的穴水町。
- 1955年3月10日：諸橋村被併入穴水町。（5町4村）
- 1955年3月25日：（5町2村）
  - 宇出津町、三波村、神野村的部分地區和珠洲郡小木町（日语：小木町 (石川県)）合併為能都町（日语：能都町）。
  - 神野村的其餘地區被併入柳田村。
- 1955年10月10日：能都町的部分地區被併入珠洲郡松波町（日语：内浦町）。
- 1956年9月30日：（3町1村）
  - 剱地村被併入門前町。
  - 鵜川町被併入能都町。
  - 町野町被併入輪島市。
- 2005年3月1日：
  - 能都町、柳田村和珠洲郡內浦町合併為能登町[5]，屬新設立的鳳珠郡。
  - 原屬鳳至郡的穴水町和門前町改隸屬新設立的鳳珠郡，同時鳳至郡因無所屬町村而消失。

### 變遷表
| 1889年4月1日 | 1889年 - 1912年            | 1889年 - 1912年                   | 1912年 - 1944年                 | 1945年 - 1954年                 | 1955年 - 1989年             | 1955年 - 1989年                 | 1955年 - 1989年                  | 1989年 - 現在                   | 1989年 - 現在                   | 現在                            |
| ------------ | -------------------------- | --------------------------------- | ------------------------------- | ------------------------------- | --------------------------- | ------------------------------- | -------------------------------- | ------------------------------- | ------------------------------- | ------------------------------- |
| 輪島町       | 輪島町                     | 輪島町                            | 輪島町                          | 1954年3月31日 合併為輪島市      | 1954年3月31日 合併為輪島市  | 1954年3月31日 合併為輪島市      | 輪島市                           | 輪島市                          | 2006年2月1日 合併為輪島市       | 2006年2月1日 合併為輪島市       |
| 西保村       |                            |                                   |                                 | 1954年3月31日 合併為輪島市      | 1954年3月31日 合併為輪島市  | 1954年3月31日 合併為輪島市      | 輪島市                           | 輪島市                          | 2006年2月1日 合併為輪島市       | 2006年2月1日 合併為輪島市       |
| 大屋村       | 大屋村                     | 1908年4月1日 合併為大屋村         | 1908年4月1日 合併為大屋村       | 1954年3月31日 合併為輪島市      | 1954年3月31日 合併為輪島市  | 1954年3月31日 合併為輪島市      | 輪島市                           | 輪島市                          | 2006年2月1日 合併為輪島市       | 2006年2月1日 合併為輪島市       |
| 鳳至谷村     |                            | 1908年4月1日 合併為大屋村         | 1908年4月1日 合併為大屋村       | 1954年3月31日 合併為輪島市      | 1954年3月31日 合併為輪島市  | 1954年3月31日 合併為輪島市      | 輪島市                           | 輪島市                          | 2006年2月1日 合併為輪島市       | 2006年2月1日 合併為輪島市       |
| 河原田村     |                            |                                   |                                 | 1954年3月31日 合併為輪島市      | 1954年3月31日 合併為輪島市  | 1954年3月31日 合併為輪島市      | 輪島市                           | 輪島市                          | 2006年2月1日 合併為輪島市       | 2006年2月1日 合併為輪島市       |
| 鵠巢村       |                            |                                   |                                 | 1954年3月31日 合併為輪島市      | 1954年3月31日 合併為輪島市  | 1954年3月31日 合併為輪島市      | 輪島市                           | 輪島市                          | 2006年2月1日 合併為輪島市       | 2006年2月1日 合併為輪島市       |
| 南志見村     |                            |                                   |                                 | 1954年3月31日 合併為輪島市      | 1954年3月31日 合併為輪島市  | 1954年3月31日 合併為輪島市      | 輪島市                           | 輪島市                          | 2006年2月1日 合併為輪島市       | 2006年2月1日 合併為輪島市       |
| 三井村       |                            |                                   |                                 | 1954年3月31日 合併為輪島市      | 1954年3月31日 合併為輪島市  | 1954年3月31日 合併為輪島市      | 輪島市                           | 輪島市                          | 2006年2月1日 合併為輪島市       | 2006年2月1日 合併為輪島市       |
| 町野村       | 町野村                     | 1908年4月1日 合併為町野村         | 1940年12月20日 改制為町野町     | 1940年12月20日 改制為町野町     | 1940年12月20日 改制為町野町 | 1956年9月30日 併入輪島市        | 輪島市                           | 輪島市                          | 2006年2月1日 合併為輪島市       | 2006年2月1日 合併為輪島市       |
| 西町村       |                            | 1908年4月1日 合併為町野村         | 1940年12月20日 改制為町野町     | 1940年12月20日 改制為町野町     | 1940年12月20日 改制為町野町 | 1956年9月30日 併入輪島市        | 輪島市                           | 輪島市                          | 2006年2月1日 合併為輪島市       | 2006年2月1日 合併為輪島市       |
| 岩倉村       |                            | 1908年4月1日 合併為町野村         | 1940年12月20日 改制為町野町     | 1940年12月20日 改制為町野町     | 1940年12月20日 改制為町野町 | 1956年9月30日 併入輪島市        | 輪島市                           | 輪島市                          | 2006年2月1日 合併為輪島市       | 2006年2月1日 合併為輪島市       |
| 剱地村       | 剱地村                     | 1908年4月1日 合併為剱地村         | 1908年4月1日 合併為剱地村       | 1908年4月1日 合併為剱地村       | 1908年4月1日 合併為剱地村   | 1956年9月30日 併入門前町        | 門前町                           | 2005年3月1日 鳳珠郡門前町       | 2006年2月1日 合併為輪島市       | 2006年2月1日 合併為輪島市       |
| 仁岸村       |                            | 1908年4月1日 合併為剱地村         | 1908年4月1日 合併為剱地村       | 1908年4月1日 合併為剱地村       | 1908年4月1日 合併為剱地村   | 1956年9月30日 併入門前町        | 門前町                           | 2005年3月1日 鳳珠郡門前町       | 2006年2月1日 合併為輪島市       | 2006年2月1日 合併為輪島市       |
| 阿岸村       |                            | 1908年4月1日 合併為剱地村         | 1908年4月1日 合併為剱地村       | 1908年4月1日 合併為剱地村       | 1908年4月1日 合併為剱地村   | 1956年9月30日 併入門前町        | 門前町                           | 2005年3月1日 鳳珠郡門前町       | 2006年2月1日 合併為輪島市       | 2006年2月1日 合併為輪島市       |
| 諸岡村       | 諸岡村                     | 諸岡村                            | 諸岡村                          | 1954年3月31日 合併為門前町      | 1954年3月31日 合併為門前町  | 1954年3月31日 合併為門前町      | 門前町                           | 2005年3月1日 鳳珠郡門前町       | 2006年2月1日 合併為輪島市       | 2006年2月1日 合併為輪島市       |
| 櫛比村       | 櫛比村                     | 櫛比村                            | 1930年1月1日 改制並更名為門前町 | 1954年3月31日 合併為門前町      | 1954年3月31日 合併為門前町  | 1954年3月31日 合併為門前町      | 門前町                           | 2005年3月1日 鳳珠郡門前町       | 2006年2月1日 合併為輪島市       | 2006年2月1日 合併為輪島市       |
| 浦上村       |                            |                                   |                                 | 1954年3月31日 合併為門前町      | 1954年3月31日 合併為門前町  | 1954年3月31日 合併為門前町      | 門前町                           | 2005年3月1日 鳳珠郡門前町       | 2006年2月1日 合併為輪島市       | 2006年2月1日 合併為輪島市       |
| 七浦村       |                            |                                   |                                 | 1954年3月31日 合併為門前町      | 1954年3月31日 合併為門前町  | 1954年3月31日 合併為門前町      | 門前町                           | 2005年3月1日 鳳珠郡門前町       | 2006年2月1日 合併為輪島市       | 2006年2月1日 合併為輪島市       |
| 本鄉村       |                            |                                   |                                 | 1954年3月31日 合併為門前町      | 1954年3月31日 合併為門前町  | 1954年3月31日 合併為門前町      | 門前町                           | 2005年3月1日 鳳珠郡門前町       | 2006年2月1日 合併為輪島市       | 2006年2月1日 合併為輪島市       |
| 黑島村       |                            |                                   |                                 | 1954年3月31日 合併為門前町      | 1954年3月31日 合併為門前町  | 1954年3月31日 合併為門前町      | 門前町                           | 2005年3月1日 鳳珠郡門前町       | 2006年2月1日 合併為輪島市       | 2006年2月1日 合併為輪島市       |
| 穴水村       | 1903年8月22日 改制為穴水町 | 1908年4月1日 合併為穴水町         | 1908年4月1日 合併為穴水町       | 1954年3月31日 合併為穴水町      | 1954年3月31日 合併為穴水町  | 穴水町                          | 穴水町                           | 2005年3月1日 鳳珠郡穴水町       | 2005年3月1日 鳳珠郡穴水町       | 2005年3月1日 鳳珠郡穴水町       |
| 東保村       |                            | 1908年4月1日 合併為穴水町         | 1908年4月1日 合併為穴水町       | 1954年3月31日 合併為穴水町      | 1954年3月31日 合併為穴水町  | 穴水町                          | 穴水町                           | 2005年3月1日 鳳珠郡穴水町       | 2005年3月1日 鳳珠郡穴水町       | 2005年3月1日 鳳珠郡穴水町       |
| 島崎村       |                            | 1908年4月1日 合併為穴水町         | 1908年4月1日 合併為穴水町       | 1954年3月31日 合併為穴水町      | 1954年3月31日 合併為穴水町  | 穴水町                          | 穴水町                           | 2005年3月1日 鳳珠郡穴水町       | 2005年3月1日 鳳珠郡穴水町       | 2005年3月1日 鳳珠郡穴水町       |
| 兜村         |                            |                                   |                                 | 1954年3月31日 合併為穴水町      | 1954年3月31日 合併為穴水町  | 穴水町                          | 穴水町                           | 2005年3月1日 鳳珠郡穴水町       | 2005年3月1日 鳳珠郡穴水町       | 2005年3月1日 鳳珠郡穴水町       |
| 中居村       | 中居村                     | 中居村                            | 1933年7月1日 合併為住吉村       | 1954年3月31日 合併為穴水町      | 1954年3月31日 合併為穴水町  | 穴水町                          | 穴水町                           | 2005年3月1日 鳳珠郡穴水町       | 2005年3月1日 鳳珠郡穴水町       | 2005年3月1日 鳳珠郡穴水町       |
| 南北村       |                            |                                   | 1933年7月1日 合併為住吉村       | 1954年3月31日 合併為穴水町      | 1954年3月31日 合併為穴水町  | 穴水町                          | 穴水町                           | 2005年3月1日 鳳珠郡穴水町       | 2005年3月1日 鳳珠郡穴水町       | 2005年3月1日 鳳珠郡穴水町       |
| 諸橋村       | 諸橋村                     | 諸橋村                            | 諸橋村                          | 諸橋村                          | 1955年3月10日 併入穴水町    | 穴水町                          | 穴水町                           | 2005年3月1日 鳳珠郡穴水町       | 2005年3月1日 鳳珠郡穴水町       | 2005年3月1日 鳳珠郡穴水町       |
| 鵜川村       | 鵜川村                     | 1908年4月1日 合併為鵜川村         | 1939年11月3日 改制為鵜川町      | 1939年11月3日 改制為鵜川町      | 1939年11月3日 改制為鵜川町  | 1956年9月30日 併入能都町        | 1956年9月30日 併入能都町         | 2005年3月1日 合併為鳳珠郡能登町 | 2005年3月1日 合併為鳳珠郡能登町 | 2005年3月1日 合併為鳳珠郡能登町 |
| 山田村       |                            | 1908年4月1日 合併為鵜川村         | 1939年11月3日 改制為鵜川町      | 1939年11月3日 改制為鵜川町      | 1939年11月3日 改制為鵜川町  | 1956年9月30日 併入能都町        | 1956年9月30日 併入能都町         | 2005年3月1日 合併為鳳珠郡能登町 | 2005年3月1日 合併為鳳珠郡能登町 | 2005年3月1日 合併為鳳珠郡能登町 |
| 柳田村       | 柳田村                     | 1908年4月1日 合併為柳田村         | 1908年4月1日 合併為柳田村       | 1908年4月1日 合併為柳田村       | 1908年4月1日 合併為柳田村   | 柳田村                          | 柳田村                           | 2005年3月1日 合併為鳳珠郡能登町 | 2005年3月1日 合併為鳳珠郡能登町 | 2005年3月1日 合併為鳳珠郡能登町 |
| 上町村       |                            | 1908年4月1日 合併為柳田村         | 1908年4月1日 合併為柳田村       | 1908年4月1日 合併為柳田村       | 1908年4月1日 合併為柳田村   | 柳田村                          | 柳田村                           | 2005年3月1日 合併為鳳珠郡能登町 | 2005年3月1日 合併為鳳珠郡能登町 | 2005年3月1日 合併為鳳珠郡能登町 |
| 岩井戶村     |                            | 1908年4月1日 合併為柳田村         | 1908年4月1日 合併為柳田村       | 1908年4月1日 合併為柳田村       | 1908年4月1日 合併為柳田村   | 柳田村                          | 柳田村                           | 2005年3月1日 合併為鳳珠郡能登町 | 2005年3月1日 合併為鳳珠郡能登町 | 2005年3月1日 合併為鳳珠郡能登町 |
| 神野村       | 神野村                     | 神野村                            | 神野村                          | 神野村                          | 1955年3月25日 併入柳田村    | 柳田村                          | 柳田村                           | 2005年3月1日 合併為鳳珠郡能登町 | 2005年3月1日 合併為鳳珠郡能登町 | 2005年3月1日 合併為鳳珠郡能登町 |
| 神野村       | 神野村                     | 神野村                            | 神野村                          | 神野村                          |                             |                                 |                                  | 2005年3月1日 合併為鳳珠郡能登町 | 2005年3月1日 合併為鳳珠郡能登町 | 2005年3月1日 合併為鳳珠郡能登町 |
| 宇出津町     | 宇出津町                   | 宇出津町                          | 宇出津町                        | 宇出津町                        | 1955年3月25日 合併為能都町  | 能都町                          | 能都町                           | 2005年3月1日 合併為鳳珠郡能登町 | 2005年3月1日 合併為鳳珠郡能登町 | 2005年3月1日 合併為鳳珠郡能登町 |
| 三波村       |                            |                                   |                                 |                                 | 1955年3月25日 合併為能都町  | 能都町                          | 能都町                           | 2005年3月1日 合併為鳳珠郡能登町 | 2005年3月1日 合併為鳳珠郡能登町 | 2005年3月1日 合併為鳳珠郡能登町 |
| 珠洲郡高倉村 | 珠洲郡高倉村               | 1907年10月15日 合併為珠洲郡小木村 | 1921年1月1日 改制為珠洲郡小木町 | 1921年1月1日 改制為珠洲郡小木町 | 1955年3月25日 合併為能都町  | 能都町                          | 能都町                           | 2005年3月1日 合併為鳳珠郡能登町 | 2005年3月1日 合併為鳳珠郡能登町 | 2005年3月1日 合併為鳳珠郡能登町 |
| 珠洲郡小木村 | 珠洲郡小木村               | 1907年10月15日 合併為珠洲郡小木村 | 1921年1月1日 改制為珠洲郡小木町 | 1921年1月1日 改制為珠洲郡小木町 | 1955年3月25日 合併為能都町  | 1955年10月10日 併入珠洲郡松波町 | 1958年12月1日 更名為珠洲郡內浦町 | 2005年3月1日 合併為鳳珠郡能登町 | 2005年3月1日 合併為鳳珠郡能登町 | 2005年3月1日 合併為鳳珠郡能登町 |